# Лессер, Отто Леберехт
(62) Эрато: 14 сентября 1860
Отто Леберехт Лессер (нем. Otto Leberecht Lesser; 16 октября 1830, Броттероде, королевство Саксония, — 12 августа 1887, Ганновер, Германская империя) — немецкий астроном и первооткрыватель астероидов.
Работал в Берлинской обсерватории, где 14 сентября 1860 года совместно с другим немецким астрономом Вильгельмом Фёрстером обнаружил астероид (62) Эрато, который стал первым и единственным открытым им астероидом.